# García Jofre de Loaísa
García Jofre de Loaísa (Ciudad Real, 1490 – Stille Oceaan, 31 juli 1526) was een Spaanse ontdekkingsreiziger, die door de Spaanse koning Karel in 1525 werd uitgezonden om een permanente vestiging op de Molukken te realiseren. Dit was de eerste expeditie, die de reis om de wereld door Ferdinand Magellaan in 1519-1522 navolgde.

## Loaísa expeditie
De vloot bestond uit 450 man en 7 schepen: Santa María de la Victoria, Espiritu Santo, Anunciada, San Gabriel, Santa María del Parral, San Lesmes en Santiago. Jofre de Loaísa voerde het bevel met als tweede man Juan Sebastián Elcano. Deze had de tocht van Magellaan voltooid als gezagvoerder van de Victoria. De vloot vertrok op juli 1525 uit A Coruña en kwam in januari aan op de kust van Patagonië. De pogingen om de Straat Magellaan binnen te komen werden gehinderd door zware stormen. Twee schepen sloegen te pletter op de kust en een ander werd dermate uit koers geslagen, dat het terugkeerde naar Spanje.
Uiteindelijk lukte het de overgebleven vier schepen om de straat binnen te komen. Na 122 dagen bereikten ze in mei 1526 de Stille Oceaan. Nieuwe stormen sloegen de vloot meteen weer uit elkaar, dit keer voorgoed. Van de San Lesmes is nooit meer iets vernomen. De Santiago koerste naar het noorden en bereikte na een tocht van 10.000 kilometer de westkust van Nieuw-Spanje, een primeur. Het derde schip, Santa María del Parral, stak de oceaan over en strandde op Celebes. De overlevenden werden door de eilandbewoners gedood of in slavernij verkocht.
De Santa Maria de la Victoria bereikte als enige schip de Molukken. Loaísa stierf op 30 juli 1526 op de Stille Oceaan, zijn opvolger Juan Sebastián Elcano een paar dagen later, Alonso Salazar weer een maand later.
Alleen de jonge Andrés de Urdaneta en 24 anderen haalden in september 1526 de Molukken, waar ze door de Portugezen gevangen werden gezet. Uiteindelijk keerden Urdaneta en enkele metgezellen in 1536, 11 jaar na vertrek, via Kaap de Goede Hoop terug in Spanje. Daarmee werd dit de tweede groep na die van Magellaan en Elcano, die de zeilreis rond de wereld voltooide.
Urdaneta was in 1565 ook betrokken bij de Spaanse kolonisatie van de Filipijnen. Hij slaagde er als eerste in om de Stille Oceaan in oostwaartse richting over te steken.